# Richard Deutsch
Pour les articles homonymes, voir Deutsch.
Richard Deutsch, né le 24 février 1945 à Paris, est un écrivain, un journaliste et un professeur des universités, auteur de romans policiers.

## Biographie
En 1966, il s'installe à Belfast où, pendant treize ans, il travaille pour Le Monde et la BBC.
Dans les années 1980, il est reporter pour plusieurs médias, notamment France Inter, la Radio télévision suisse et la Société Radio-Canada. Passionné par l'Irlande du Nord, il devient co-rédacteur en chef de la revue Études irlandaises jusqu'en 2000 (avec Patrick Rafroidi et Pierre Joannon) et directeur du centre d'études irlandaises à Rennes. Il est également professeur émérite de l'université Lyon 3.
Auteur de plusieurs ouvrages sur le processus de paix irlandais, il publie en 1999 son premier roman, Belfast Blues dans lequel il crée le personnage d'Hippolyte Braquemare, professeur de civilisation irlandaise à l'université Rennes 2.

## Œuvre

### Romans

#### SérieLes Enquêtes d'Hippolyte Braquemare
- Belfast Blues, Éditions Terre de Brume, coll. « Granit noir » no 1 (1999)  (ISBN 2-84362-043-0)
- Kilt ou Double, Éditions Terre de Brume, coll. « Granit noir » no 3 (1999)  (ISBN 2-84362-061-9)
- Échec à la Rennes, Éditions Terre de Brume, coll. « Granit noir » no 8 (2000)  (ISBN 2-84362-081-3)
- Doublé à Dublin, Éditions Terre de Brume, coll. « Granit noir » no 13 (2001)  (ISBN 2-84362-115-1)
- Gri-Gri à Fidji, Éditions Terre de Brume, coll. « Granit noir » no 20 (2002)  (ISBN 2-84362-138-0)

#### Autres romans
- Les Voix de Brest, Éditions du 28 août, coll. « 28-8 police ! » no 6 (2006)  (ISBN 9-78287747-857-1)
- La Bistouille mortelle de Lille, Éditions du 28 août, coll. « 28-8 police ! » no 10 (2006 )  (ISBN 9-78287747-861-8)
- Traboules maboules, Éditions du 28 août, coll. « 28-8 police ! » no 12 (2006)  (ISBN 978-2-87747-882-3)
- Les Crimes du lac, Éditions du 28 août, coll. « 28-8 police ! » no 17 (2008)  (ISBN 978-2-7558-0029-6)
- Le loups sont entrés dans Évian, Éditions du 28 août, coll. « 28-8 police ! » no 27 (2012)
- On a volé le Jet d'Eau !  Éditions du 28 août, coll. « 28-8 police ! » no 47 (2014) Format Kindle
- Des trous dans le gruyère Éditions du 28 août, coll. 28-8 police! n° 64 (2017) Format Kindle

### Autres ouvrages
- Northern Ireland.1968-73. A Chronology of Events. (3 volumes) 1973. Blackstaff Press. Belfast . (ISBN 0-85640-027-0)
- Northern Ireland 1921-1974: A Select Bibliography. 1975.Garland. New York.  (ISBN 0-8240-1060-4)
- Le Landau écrasé : Irlande, deux femmes pour la paix, Éditions du Dauphin, coll. « Destins » (1977) (1re édition La paix par les Femmes ? Favre, lausanne.(1977) (BNF 34594770)
- Guide pratique d'accès aux banques de données : trouver l'information avec votre Minitel ou votre ordinateur, Éditions du Dauphin (1992)  (ISBN 2-7163-1049-1)
- L'Irlande du Nord, chronologie. Volume 1, Instruments de recherche sur le conflit nord-irlandais : 1968-1991, Presses de la Sorbonne nouvelle (1993)  (ISBN 2-87854-039-5)
- Les Républicanismes irlandais, Éditions Terre de Brume & Presses universitaires de Rennes (1997)  (ISBN 2-908021-89-7)
- Le Sentier de la paix : l'accord de paix anglo-irlandais de 1998, (1998) Éditions Terre de Brume  (ISBN 2-84362-032-5) & Presses universitaires de Rennes  (ISBN 2-86847-358-X)
- Dictionnaire des tabous alimentaires, Favre, Lausanne. (2008)  (ISBN 978-2-8289-0997-0)

## Sources
: document utilisé comme source pour la rédaction de cet article.
- Claude Mesplède (dir.), Dictionnaire des littératures policières, vol. 1 : A - I, Nantes, Joseph K, coll. « Temps noir », 2007, 1054 p. (ISBN 978-2-910-68644-4, OCLC 315873251), p. 583-584